# (20200) Donbacky
(20200) Donbacky es un asteroide perteneciente al cinturón de asteroides descubierto el 28 de febrero de 1997 por Maura Tombelli y el también astrónomo Giuseppe Forti desde el Observatorio de Montelupo, Montelupo Fiorentino, Italia.

## Designación y nombre
Designado provisionalmente como 1997 DW. Fue nombrado Donbacky en homenaje al cantante y compositor italiano Aldo Caponi cuyo nombre artístico es Don Backy. Entre sus canciones destaca L'Immensita.

## Características orbitales
Donbacky está situado a una distancia media del Sol de 2,768 ua, pudiendo alejarse hasta 3,072 ua y acercarse hasta 2,465 ua. Su excentricidad es 0,109 y la inclinación orbital 8,290 grados. Emplea 1682,87 días en completar una órbita alrededor del Sol.

## Características físicas
La magnitud absoluta de Donbacky es 14,3. Tiene 4,103 km de diámetro y su albedo se estima en 0,182. 